# Le Poiré-sur-Vie
Le Poiré-sur-Vie is een gemeente in het Franse departement Vendée in de regio Pays de la Loire en telt 5786 inwoners (1999). De plaats maakt deel uit van het arrondissement La Roche-sur-Yon.

## Geografie
De oppervlakte van Le Poiré-sur-Vie bedraagt 72,0 km², de bevolkingsdichtheid is 80,4 inwoners per km².

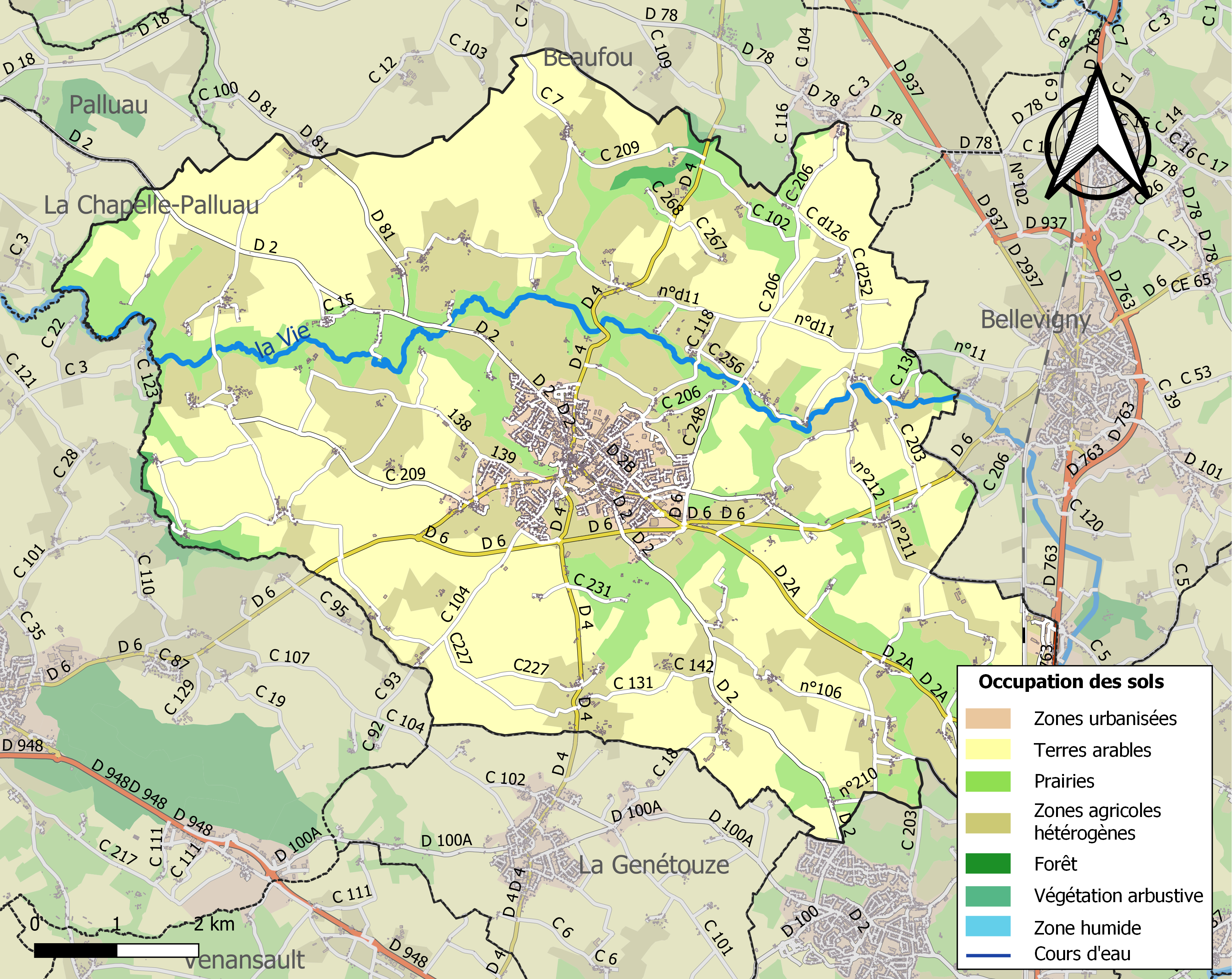
Kaart van de gemeente met de belangrijkste infrastructuur, bodemgebruik en omliggende gemeenten

## Demografie
Onderstaande figuur toont het verloop van het inwonertal (bron: INSEE-tellingen).

1. ↑  Populations de référence 2022.